# Johannes Wilhjelm

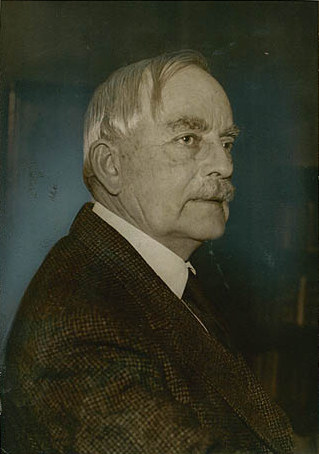
Johannes Wilhjelm, 1937

Johannes Martin Fasting Wilhjelm (Nakskov, 7 de enero de 1868-Copenhague,  22 de diciembre de 1938) era un pintor danés miembro del famoso grupo de los pintores de Skagen, colonia artística que se estableció al norte de Jutlandia. Fue también mimbro de Den Frie Udstilling

## Biografía
Estudió en la escuela técnica de Harald Foss en Copenhague, y desde 1888 en la Real Academia de Bellas Artes de Dinamarca y más tarde con Peder Severin Krøyer de 1892 a 1894 y en 1903 con Kristian Zahrtmann con el que viajó por Italia. Entre ambos se desarrolló una fuerte amistad, fortalecida aún más porque el hermano de Wilhjelm se casó con la hermana de Zahrtmann. 
En sus cuadros realistas-plenairistas a menudo dibujaba a sus hijas alrededor de la Antigua iglesia de Skagen.
Expuso sus obras en el Castillo de Charlottenborg de 1893 a 1939. 
Le otorgaron la Medalla Eckersberg en 1910 y 1911.